# Ionsterkte
De ionsterkte van een oplossing van zouten is een gewogen som van de concentraties van alle ionen die aanwezig zijn, gewogen met het kwadraat van de ionlading: 
{\displaystyle I_{c}={\frac {1}{2}}\sum _{{\rm {i}}=1}^{n}c_{\rm {i}}z_{\rm {i}}^{2}}
Hierbij zijn de {\displaystyle z_{i}} de lading en de {\displaystyle c_{i}} de molaire concentratie van de ionen, van de verschillende zouten.
De ionsterkte is een maat die in de fysische chemie gebruikt wordt om aan te geven hoe sterk een oplossing afwijkt van een ideaal verdunde oplossing.
De aanwezigheid van geladen opgeloste deeltjes heeft sterk de neiging het thermodynamisch gedrag van het oplosmiddel, bijvoorbeeld water, te veranderen. Hoe hoger de lading {\displaystyle z_{i}} van een ion, hoe sterker deze neiging. Opgeloste moleculen of ionen worden in een oplossing met een hoge ionsterkte sterk van elkaar afgeschermd. Hierdoor is de effectieve concentratie van de oplossing bij hoge ionsterkte lager. Dit kan de kinetiek van een reactie beïnvloeden, maar het evenwicht ervan kan hierdoor ook verschuiven. Dit maakt het lastig om de snelheid van de reactie stelselmatig te onderzoeken afhankelijk van de concentratie van een van de reactanten, omdat de ionsterkte ook verandert als de concentratie daarvan wordt veranderd. Het is wel vaak mogelijk om door het ene ion door een ander van gelijke lading te veranderen de ionsterkte op peil te houden.
Voor veel eigenschappen van oplossingen zoals evenwichtsconstanten van chemische reacties, worden de waarden gegeven geëxtrapoleerd naar een ionsterkte van nul, dat wil zeggen dat de waarden worden gegeven zoals ze gelden in een ideaal verdunde oplossing. Voor sommige eigenschappen kan worden afgeleid hoe ze zich als functie van de ionsterkte gedragen, voor andere eigenschappen moet dit proefondervindelijk worden vastgesteld.